# Захарија Патраски
Свети новомученик Захарија Патраски је православни светитељ са Пелопонеза.
Био је ћурчија у Старом Патрасу на Пелопонезу. Још у раној младости се због нечега одрекао хришћанства и примио ислам. Касније се због тога искрено покајао и изразио спремност да прими најстрашније за опроштах. Нашао је духовника који га је саветовао да пости и узноси молитве колико је потребно, а онда га је прочитавши опроштајне молитве, помазао светим миром и причестио Светим тајнама. Затим је прочитао Молбени канон Пресветој Богородици и благословио на мучеништво.
Отишао је код градског судије и јасно рекао: „Нисам Мемет већ Захарија. Некад сам се одрекао Христа истинитог Бога кога сам веровао од свог рођења, и примио вашу веру; а сада, пошто доћох к себи и памети, одбацујем вашу веру и облачим се у Христа кога сам се био одрекао. Зато те молим, узми ове паре и дај ми потврду да и ја спадам у рају као и остала браћа моја хришћани.” Након што је без успеха покушао да убеди Захарију да остане у исламу, судија га је послао управнику града, обавестивши управника писмено о целој овој ствари. Захарија је и њему рекао све што и судији. Управник је сазвао aгe, заједно су пресудили да Захарију баце у тамницу с тим: да га трипута на дан изводе из тамнице и жестоко туку, све тако док се или не врати њиховој вери или не издахне у мукама. Захарија је био тучен моткама, и камењем по стомаку и по грудима. 
Пошто је остао непоколебљив ставили су га у тешке кладе и тако их стегли да су му све кости пуцале. Свети мученик, је тада прекрстивши се повико: „Господе, у руке Твоје предајем дух свој!“ и издахнуо. 
Православна црква прославља светог Захарија 20. јануара.